# 军团战的玛秋
《军团战的玛秋》（日语：クランバトルのマチュ）是日本动画连续剧《机动战士高达 GQuuuuuuX》的第三集。作为日本动画工作室日升与凯乐的首次合作作品，本集于2025年4月23日凌晨在日本电视台首播。本集主要讲述了在虚构纪元宇宙世紀0085年，宇宙殖民卫星内的高中生天手让叶（玛秋）结识了驾驶红色高达的神秘驾驶员修司伊藤，并说服他与自己一起代表博美犬队参加军团战。两人最终赢得了比赛，而吉翁公国军中校夏里亚·布尔则与泽维尔少尉通过电视观看了这场对决。
本集由鹤卷和哉担任导演，榎户洋司负责编剧。虚拟主播星街彗星的新曲《夜中绽放》（夜に咲く）在毫无预告的情况下于本集中首次被用作插曲，并在电视台播映结束后立刻正式发布。
本集内容作为在2025年1月17日公映的电影先行版《机动战士高达：跨时之战》的最后三分之一。媒体对本集的评价褒贬不一，但评论普遍认可动作场面与动画效果，但指出剧情节奏过快、角色动机不明等问题。有评论指出动作戏精彩但剧情方向不明、主角动机存疑；也有观点认可动画效果与音效，同时指出节奏快、战斗挑战不足等问题；还有评价认为剧情套路化但有可看性，对细节描绘、角色塑造和战斗场景持部分肯定的态度。

## 剧情
泽维尔·奥利维少尉在六号殖民卫星群当局遭到逮捕并受到了严酷审讯。夏里亚·布尔中校于是率领“佐冬”号直接突入殖民卫星进行施压，胁迫当局释放泽维尔。而被欧米伽精神感应框架启动时见到的“闪闪亮”景象所震撼的天手让叶以“玛秋”为代号同意加入波美拉尼亚阵营成为军团战机动战士驾驶员。随后她遇到红色高达驾驶员修司伊藤，双方约定组队参加即将到来的军团战。军团战开始时经验不足的玛秋一度陷入苦战，但很快她就以超越常人的战场感知力，并通过心灵感应与修司达成战术协同最终获胜。全程观看战斗直播的夏里亚·布尔与泽维尔在目睹两台高达联手作战时震惊不已。

## 制作

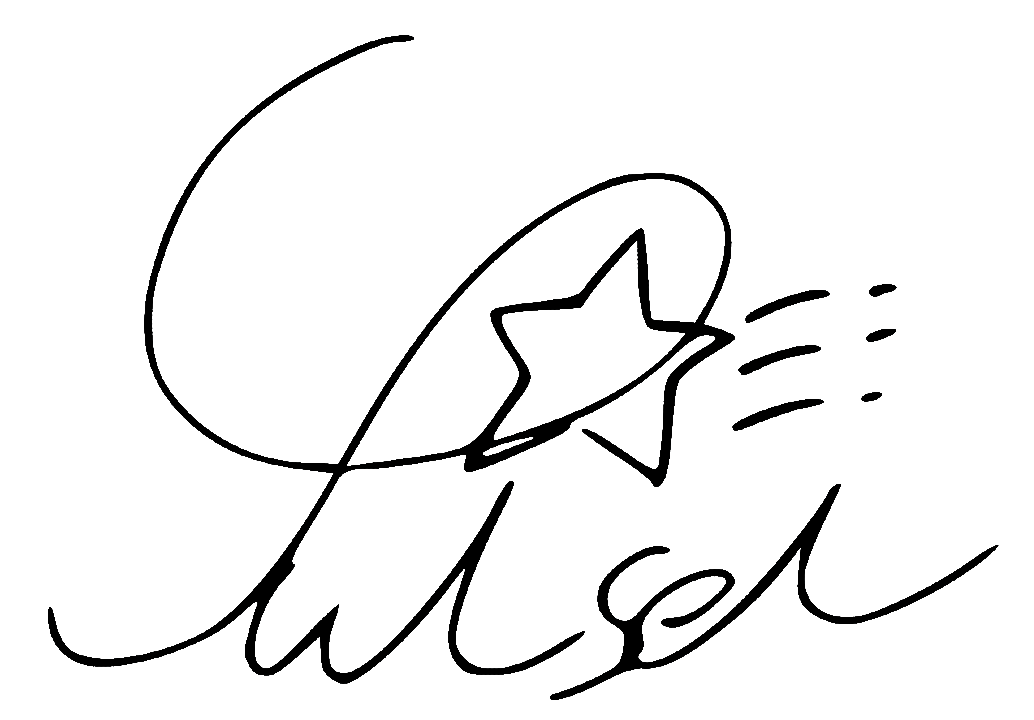
虚拟主播星街彗星在毫无预告的情况下，在本集播出后公开了自己的新单曲

谷田部透湖负责本集的部分分镜制作和演出，中村真由美负责本集的角色作画监督。Hololive旗下虚拟主播星街彗星为本剧量身定做的新歌《夜中绽放》（夜に咲く）在本集作为插曲首次出现。这支曲子在本集剧情的高潮部分，主角玛秋搭乘GQuuuuuuX在军团战中陷入困境时，与搭档修司联手展开反击的场景中响起。兴津和幸在本集中为曾在《机动战士高达》中登场的卡姆兰·布鲁姆配音。钉宫理惠、家中宏和稻田彻在本集中分别为主角天手让叶的母亲珠希、刑警瓦德以及非法组织前头目马可·长原配音。

## 解说
在前一集的回忆剧情后，本集剧情将时间线再次拉回现在，继续讲述天手让叶与其朋友们相关的故事。本集内容作为先行电影《机动战士高达：跨时之战》的最后三分之一的剧情，并未给已呈现的内容增添新的元素。本集大体可以分为两个部分，第一部分聚焦于主人公天手让叶（玛秋），她在本集中逐渐接受了自己将参与军团战的命运；而第二部分则围绕夏里亚·布尔展开，在本集中他以特定而合理的缘由展现出了自身的影响力。玛秋展现出了类似新人类觉醒的战斗能力，仅靠精神感应就操控GQuuuuuuX，还能预测并引导敌人到被打飞的热能斧的轨迹上。而在这一集中新登场的与一年战争有关联的人物是一位名叫卡姆兰·布鲁姆的首席辅佐官。这一人物在原版电视剧动画《机动战士高达》中以六号殖民卫星群监察官的身份登场，之后在电影《机动战士高达 逆袭的夏亚》中也曾以官僚身份再度出场。本集剧情里还复刻了他与夏里亚·布尔在初代高达中类似的对话场景。两人对话中还提及了“17号殖民地事件”，这很容易让人联想起在动画《机动战士Z高达》中，提坦斯为镇压反联邦运动，在殖民地释放毒气的“30号殖民地事件”。和夏里亚·布尔不同，卡姆兰在本集的形象与此前作品中相比变化不大。有意思的是，主角天手让叶在本集中曾在类似《机动战士高达 GQuuuuuX》版维基百科的一个名叫“Foolypedia”的网络百科工具上搜索RX-78高达。而她搜索出来的条目页面上所显示的RX-78高达，其机体的规格参数、数据与万代出版的书籍《机动战士高达MS大图鉴》（機動戦士ガンダムＭＳ大図鑑）等资料几乎完全一致。此外，这一页面还记载说《机动战士高达 GQuuuuuX》里“红色彗星”夏亚·阿兹纳布尔驾驶高达的战果虽然“说法不一”，但包括有“10艘以上军舰”以及“60台以上机动战士（MS）”。
此外，本集还集中丰富了各个主要角色的背景以及人物特质，比如泽维尔·奥利维的鲁姆难民出身，夏里亚·布尔与卡姆兰·布鲁姆的旧识关系等。然而在泽维尔被殖民卫星的军警逮捕后，除了小森少尉，其他“佐冬”号的舰员似乎都只关心吉夸克斯，这凸显了泽维尔在吉翁军中的处境。夏里亚·布尔在本集里带领吉翁公国军强行闯入了六号殖民卫星群的宇宙殖民地中，无论是哪方都没有能够阻拦的了他，这展现出了他以及吉翁在六号殖民卫星群以及宇宙中的影响力。但在涉及红色高达出现，又明知泽维尔启动欧米伽精神感应装置的可能性较低的情况下依然下令出击，这一不择手段的方式体现了夏里亚人物特质的两面性。另外还有回收公司的负责人安琪，在本集中，当回收公司职员纳布主张“应该尽快处理掉”吉夸克斯时，她反而邀请天手让叶加入军团战，令人感到惊讶。
第4集将正式展开此前电影先行版中所未曾提及的故事。本集最后的下集预告中，出现了新的女性角色以及看起来像吉姆的神秘机动战士。

### 对以往作品的致敬
本集中，从事非法走私业务的尼娅安为修司伊藤带来了货物，她在约9分10秒处骑着自行车对修司说出暗号“您好，请问您在赶时间吗？（コンニチハ オイソギデスカ）”，修司则回应道“其实也没有那么急了（ベツニイソイデイマセンヨ）”。这段对话再次致敬了电视动画《机动战士高达》第27集里，吉翁军间谍米哈尔·拉托奇与交易对象接头时所说的暗号。此外尼娅安停下自行车回头的镜头也与原作有着相同的构图。

## 宣传和播映
就在前一集的片尾字幕出现前，画面中插入的“接上第1集”这句话，让观众们纷纷猜测本集将回到第一集的故事线来。
2025年4月23日凌晨1点（日本时间），星街彗星突然发布新曲《夜中绽放》，并在未提前告知的情况下宣布本曲被选用做《机动战士高达 GQuuuuuuX》第3集的插曲。这支单曲在4月23日凌晨首播的本集动画中出现，并在稍后的发表信息中公开将在24日0点开始支持在各大音乐平台上收听，其封面采用了动画剧中的截图。此前星街彗星的单曲《怎样都无所谓了》（もうどうなってもいいや）已经被选作该剧的片尾曲并成功登上ORICON周数字单曲排行榜榜首，这两支曲子都是为《机动战士高达 GQuuuuuuX》量身创作的。
4月23日上午，《机动战士高达 GQuuuuuuX》中以竹为首的角色设计师等制作团队成员们纷纷在各自的X账号上发布了本集的插画。竹发布的插画中，夏里亚·布尔中校带着一种潮湿的氛围感；在谷田部透湖绘制的插画里，修司伊藤充满神秘气息，还能让人感受到他与玛秋以及尼娅安相遇时的氛围；中村真由美公开的插画则描绘了身着制服的夏里亚·布尔中校，以及他身后的泽维尔少尉与小森少尉。随着本集的播出，官方也解禁了一批新的角色以及机体设定信息，其中就包括本集新登场的主角天手让叶的母亲（由钉宫理惠配音）、已经成为首席辅佐官的卡姆兰·布鲁姆等，还披露了夏里亚·布尔中校以及泽维尔·奥利维少尉的部分新服装设定。此外，本集中与玛秋等人对战的敌方扎古，其设定信息也一并被披露出来。

### 电台播映与流媒体上架
本集于2025年4月22日24时29分（日本标准时间）起在日本电视台系30家电视台联播网播出。在美国则是4月22日太平洋时间上午9点、东部时间中午12点，在英国则是夏令时下午5点于Prime Video上架播出。4月25日（周五）22时起在包括万代频道、高达粉丝俱乐部、ABEMA、d动画商城、DMM TV、迪士尼+、FOD、Hulu、Lemino、Netflix、niconico频道、U-NEXT、アニメ放題、WOWOW点播、TELASA、J:COM STREAM、milplus等在内的各大在线平台依次上线播出。为了纪念动画播出，ABEMA公布决定在4月27日和5月4日一次性免费播出从第1集到本集的内容。

## 评价与反响
在Anime News Network上，本集的社区评分仅为4.1。劳伦·奥尔西尼（Lauren Orsini）认为本集沿用电影版的内容完成了对主要角色的介绍，有致敬也有原创内容，虽然动作场面精彩但后续剧情方向不明，主人公战斗动机也存疑。But Why Tho?的里奇·哈里珀萨德（Ridge Harripersad）给本集打分7.5（总分10分），他表示在动作场面与背景设定讲解间这一集试图寻求平衡，虽节奏稍快，但动画效果和空间音效出色，塞入大量解释术语的对话并较快解决了主人公玛秋能力不足的问题，军团战短暂却精彩，后续安琪和夏利亚等人的未来动向尚不明确，希望后续战斗能带来更多挑战，否则仅靠感觉取胜的短时长战斗易使剧集乏味。Bleeding Fool的The Shark of Paper在看完本剧前三集后表示设定在宇宙世纪平行时间线融合了新颖的创意，角色设定有趣，制作水准不错但色彩和机体设计存在争议，他虽然不认可片头曲，但觉得整体慢慢吸引人，值得期待后续发展。Bubbleblabber的戴维·卡尔多（David Kaldor）认为本集虽然有点套路化但仍有一定的可看性，新角色很有趣，机甲战斗也比较出色，同时希望后续能有惊喜，并给出7分的评分（满分10分）。漫画书资源网的安杰洛·德洛斯·特里诺斯（Angelo Delos Trinos）对此也有类似评价，他表示这一集丰富了角色阵容，推进了世界观构建，虽然战斗场面出色，但剧情套路化，整体还是对旧有高达理念的现代化呈现，最终给到本集8分的评分（满分10分）。福布斯的奥利·巴德尔（Ollie Barder）认为本集以军团战场面对第一集完成了首尾呼应，其战斗设定革新了传统战术概念，制作团队对富野由悠季的理念进行了进化，虽机械设计有待接受，但后续全新剧情值得期待。futaman的KUROHACHI（クロハチ）认为本片在像网络百科页面这样的一个一闪而过的场景中对细节进行细致描绘，确实展现出了其独特之处。米澤崇史在电击Online上评价本集称，在进一步塑造角色、战斗场景和音乐运用方面亮点突出，但也存在如部分角色对话逻辑和背景设定方面的瑕疵。inbetweendrafts的艾莉森·约翰逊（Allyson Johnson）认为本集在剧情连贯性上有待提升，且主角塑造出色、情节丰富，军团战的场景精彩，新老角色互动上颇有看点，细节处理精妙，整体充满动感且导演手法娴熟，给观众带来了强烈冲击，因此给出了8分的评价（满分10分）。SCREENRANT的约书亚·福克斯（Joshua Fox）认为第3集是本剧序幕的一个精彩收尾，角色塑造与叙事出色，动画制作优质，为前三集画上圆满句号，但尼娅安在剧中的角色定位较为模糊，其发展有待后续剧集揭晓。福克斯认为本集正式引入的角色修司与《新世纪福音战士》中的渚薰相似，这种相似可能是庵野秀明有意为之，弥补了渚薰在《新世纪福音战士》中出场少、被浪费的遗憾，且该集进一步证实《新世纪福音战士》对《机动战士高达 GQuuuuuuX》的影响深远。KUSATTEMOMIKAN（腐ってもみかん）在VirtualGorilla+上发表评论文章认为本集虽延续剧场版的内容且一样的角色动机刻画不足，但对玛秋身份的探讨及修司目的的悬念设置为剧情增添了探索空间，其战后背景下的新叙事尝试值得关注。

## 脚注